# 曾淑勤
曾淑勤（1967年8月14日—），台灣女歌手、女演員，崛起於校園民歌比賽，是華人歌壇最出色的民謠民歌女聲之一。

## 生平
曾淑勤出生於臺東縣，父親是排灣族，母親是花蓮縣太魯閣族。她畢業於花蓮女中、東吳大學法律學系。
1988年，曾淑勤加盟點將唱片，出版首張專輯《後浪》，引起極大共鳴。第二張專輯《魯冰花》收錄同名電影主題曲，推出後引起海內外極大的迴響，也奠定她在華語歌壇的基礎，更為她最著名的代表作。〈魯冰花〉也獲得第26屆金馬獎最佳電影主題曲。第三張專輯《一個人遊遊蕩蕩》獲得第2屆金曲獎最佳製作人獎，《客途秋恨》一曲為同名電影之主題曲並入圍第2屆金曲獎年度最佳歌曲獎。2004年6月加入台北之音，主持《音樂真抒情》。最为脍炙人口的歌曲：《魯冰花》、《不再等待天堂》、《客途秋恨》、《情生意动》（《戲說慈禧》主題曲）及《傳說》（《戲說慈禧》片尾曲）、《微日舞曲》等等。姪女是歌手曾靜玟。
2013年1月開始在中央廣播電台1557音樂互動網主持《音樂真抒情》。2013年6月舉辦個人演唱會「真情歌」。2017年加入原住民族廣播電台主持《音樂真抒情》。

## 音樂作品

### 原創專輯
- 1988 原創專輯《後浪》
- 1989 原創專輯《裝在袋子裡的回憶》
- 1990 原創專輯《一个人游游盪盪》、原創專輯《孤單與自由》
- 1992 原創專輯《不再等待天堂》
- 1993 原創專輯《情生意動》、精選專輯《曾淑勤金選集》、西洋專輯《珍抒情》、《說唱十二調》
- 1994 原創專輯《爱情外的路人》
- 1996 原創專輯《夢橋》
- 2013 原創專輯《微日舞曲》
- 2019 原創專輯《愛 在山谷迴盪》

### 精選專輯
- 2000 精選專輯《曾淑勤》
- 2004 精選專輯《被遺忘的靈魂聲音》

### 實況專輯
- 2001 實況專輯《A-vai来了》

## 主持作品

### 廣持節目
- 台北之音 音樂真抒情
- 中央廣播電台 音樂真抒情
- 原住民族廣播電台 音樂真抒情

## 演出作品

### 電視劇
- 2007 大愛《春暖花蓮》
- 2009 大愛《大愛長情劇展-螢火蟲之歌》
- 2012 大愛《大愛長情劇展-家的故事系列-山RXAY》
- 2018 TVBS《女兵日記》
- 2018 TVBS《女兵日記女力報到》
- 2019 TVBS/中視《女力報到－小資女上班記》
- 2020 TVBS/中視《女力報到－愛神出任務》
- 2020 TVBS/中視《女力報到－最佳拍檔》
- 2021 TVBS《女力報到－愛的故事》

### 電影海水正藍
- 2016《只要我長大》飾演 廣播電台主持人

## 獎項紀錄
| 年份   | 頒獎典禮     | 獎項                 | 作品           | 結果 |
| 1990年 | 第2屆金曲獎  | 最佳年度歌曲獎       | 〈客途秋恨〉   | 提名 |
| 2008年 | 第43屆金鐘獎 | 歌唱綜藝節目主持人獎 | 《超級原舞曲》 | 提名 |